# Komařice
Komařice là một làng thuộc huyện České Budějovice, vùng Jihočeský, Cộng hòa Séc.